# Christ Stuur
Christ Stuur is een Nederlands regisseur en producent.  

## Biografie
Christ Stuur zat van zijn zevende tot elfde levensjaar in een Jappenkamp. In 1948 kwam hij naar Nederland en begon daar met de toneelschool in Amsterdam. Na een jaar vertrok Stuur naar Parijs waar hij lessen volgde aan de mime-school van Marcel Marceau. Nadat hij stopte met de filmacademie van Amsterdam werd Stuur regie-assistent en later regisseur-producent bij de NCRV. In 1964 ging hij als freelancer aan de slag.  
Met de opkomst van film, televisie en reclame in Nederland begon Stuur in 1967 met "Film model and casting", zijn castingbureau en -opleiding in Amsterdam. In de jaren zeventig emigreerde hij en werkte in Spanje en West-Duitsland. 
Na zijn terugkeer in Nederland richtte Stuur "Film & TV Productions" op en regisseerde hij in 1984 zijn eerste speelfilm: Overvallers in de dierentuin, naar het gelijknamige boek van Ciny Peppelenbosch. De film leverde een nominatie op voor een Gouden Kalf. Ook verfilmde Stuur het boek Briefgeheim van Jan Terlouw tot een televisieserie.
In 1986 startte Stuur in Maarssen met de "Akademie Kamera Acteren", waar onder andere Henk van Ulsen, Peter Bos en Joosje Asser als docent aan verbonden waren.

## Filmografie (selectie)
- Artis 125 jaar! (documentaire, 1963)
- Monitor (televisieprogramma, 1966-1968)
- Paulus de boskabouter (televisieprogramma, 1967-1968)
- Briefgeheim (televisieserie, 1983)
- Overvallers in de dierentuin (film, 1984)